# Teatro romano di Benevento
Il teatro romano di Benevento fu eretto nelle vicinanze del cardo maximus, nel settore sud-occidentale della città, presumibilmente sotto l’imperatore Traiano, oggi circondato dal medievale Rione Triggio. Fu inaugurato soltanto fra il 125 ed il 128 d.C. dall'imperatore Adriano, al quale per l’occasione viene destinata un’epigrafe dedicatoria visibile nei pressi del frontescena.

## Descrizione
Il teatro beneventano rappresenta il tipico modello di teatro diffuso dall’età augustea e per tutto il periodo imperiale: a differenza del teatro greco che viene costruito su un declivio naturale ove venivano ricavate le gradinate, quello di età romano è edificato in piano, caratterizzato da una cavea semicircolare sorretta da archi e volte che, formando una struttura chiusa, poteva essere coperta superiormente da teli (i cosiddetti velaria).  L’impianto teatrale, alto in origine 23 metri, è costituito da una cavea di 98 metri di diametro e un’orchestra di 30 metri. La cavea, a pianta semicircolare, accessibile tramite corridoi e scalinate, presentava tre ordini: tuscanico, ionico e corinzio, di cui oggi resta solo l’ordine inferiore, costituito da venticinque arcate su pilastri con semicolonne tuscaniche.  Lo stesso frontescena, ossia la struttura che rappresentava lo sfondo e che ospitava la scenografia, è parzialmente conservato, tuttavia presenta ancora una grande nicchia centrale e due nicchioni absidati ai lati, nei cui assi si aprono la Porta Regia e le due aperture minori. Di particolare interesse sono i due ambienti posti ai lati della scena, le aulae, di cui una, posta a sinistra del frontescena guardando la cavea, conserva ancora in parte il rivestimento in lastre marmoree policrome. Alle spalle della scena tre scalinate portano ad un livello inferiore, forse ad un ingresso monumentale per gli artisti. Costruito in opera cementizia con paramenti in blocchi di pietra calcarea e in laterizio, il teatro beneventano subisce un significativo restauro in età severiana, come testimonia una base dedicatoria della Colonia Beneventana a Caracalla, erede designato del padre Settimio Severo, con il titolo di Cesare, fra il 197 ed il 198 d.C.. Non è chiaro quando il monumento perde la funzione di struttura adibita agli spettacoli teatrali; le indagini archeologiche condotte negli ultimi anni hanno chiarito che il teatro e una parte significativa del settore meridionale della città rimasero fuori dalla cinta muraria edificata nel IV secolo d.C., a testimonianza del restringimento del perimetro di Beneventum nella tarda antichità.. Forse è a partire da questo periodo, e per tutto il medioevo, che il complesso monumentale sia stato invaso da abitazioni private e spoliato degli elementi lapidei, riutilizzati in altre costruzioni. La “parcellizzazione” e la presenza di case è documentata in dipinti e immagini del sette-ottocento e nelle cartografie di età moderna, in particolare nella pianta urbana del Mazarini del 1823, dove è documentato il riuso dell’edificio che continua a esistere in altre forme e funzioni. Su committenza del cardinale Francesco Maria Banditi, arcivescovo di Benevento, nel 1782 sugli antichi lamioni del Teatro, fu eretta la chiesa di Santa Maria della Verità. La chiesa porta il suo stemma e la seguente iscrizione: 
LAPIDE RICORDO DELLA CONSACRAZIONE DELLA CHIESA / SANTA MARIA DELLA VERITÀ / ARCIVESCOVO CARDINALE BANDITI / ANNO 1782
Testo: A[lpha] Chr[istus] O[mega] / Templum parochiale / olim s[ancto] Iacobo sacrum / mox Mariae Virgini dicatum sub tit[ulo] Veritatis / bis terraemotibus dirutum / Franciscus M[aria] Banditius Ariminensis / S[anctae] R[omanae] E[cclesiae] card[inalis] et archiep[iscopus] Beneventanus / ne parochialis curae munera / ecclesiae cathedralis in qua ab annis LXXIX / temporarie peragebantur / statos ritus perturbarent / a fundamentis sua impensa excitandum / prope vetus amphiteatrum / expiata loci superstitione / cum omni ornamento curavit / idemque dedicavit / anno a Christo nato MDCCLXXXII / Dominica II post Pascha. //
Trad.: Cristo principio [e] fine. Francesco Maria Banditi riminese, cardinale di Santa Romana Chiesa e arcivescovo di Benevento ha stabilito di ricostruire la chiesa parrocchiale un tempo dedicata a san Giacomo e oggi a Maria Vergine sotto il titolo della Verità, e devastata per due volte dai terremoti, per porre fine alla perturbazione della liturgia derivante dal fatto che per 79 anni le sue funzioni parrocchiali sono state svolte – a titolo temporaneo – nella chiesa cattedrale, e l’ha costruita dalle fondamenta a proprie spese presso l’antico anfiteatro, esorcizzando così la superstizione che aleggiava sul sito, l’ha decorata con ogni cura e consacrata la seconda domenica dopo Pasqua dell’anno 1782 dalla nascita di Cristo.

## Storia

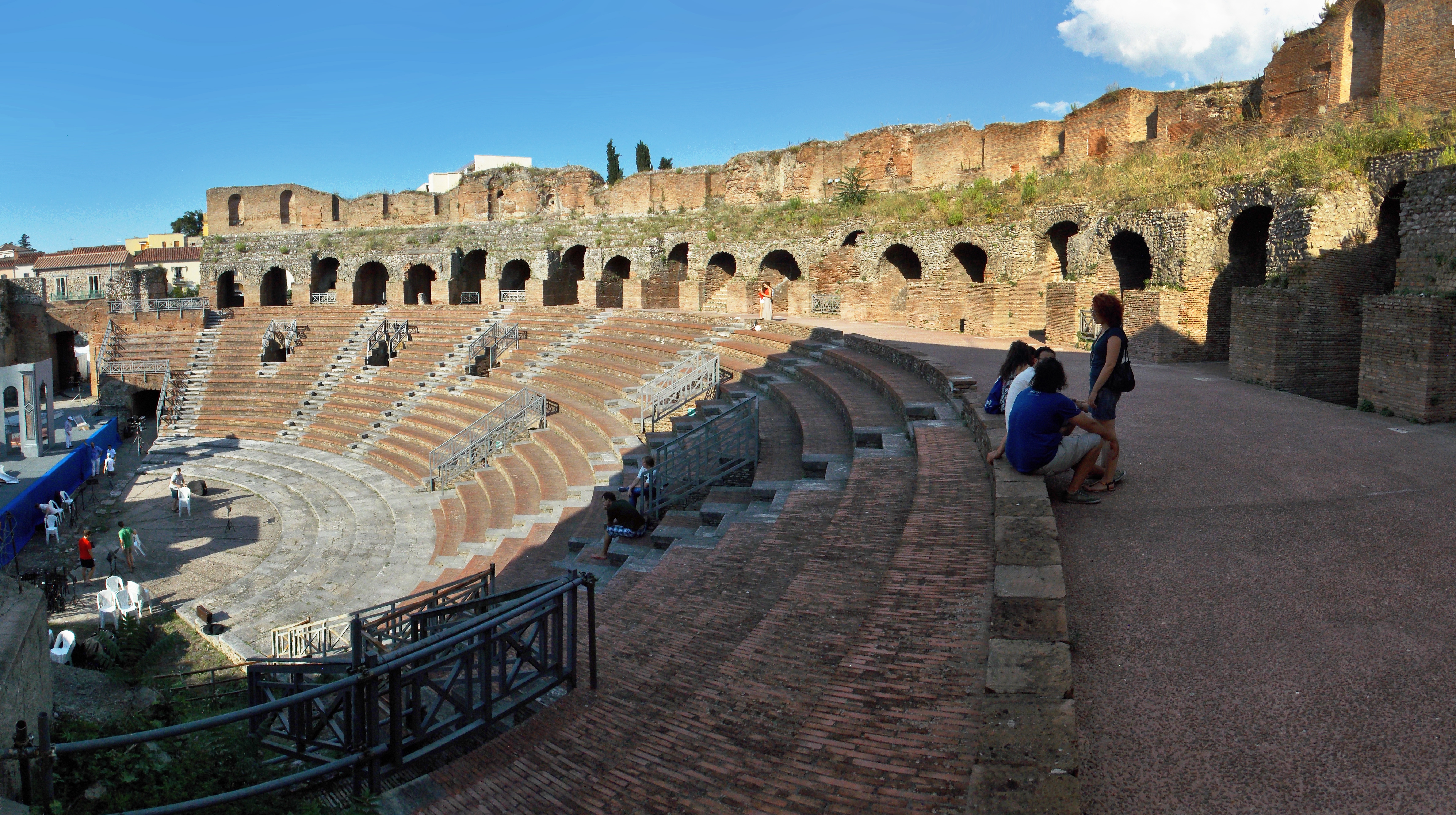
La cavea del teatro

Anche se il teatro fu inaugurato intorno al 125-128 d.C. sotto Adriano, recentemente sono emerse sotto di esso strutture sepolte da un'alluvione avvenuta nel I secolo d.C.: si suppone quindi che sia stato costruito sui resti di un edificio anteriore.
Abbandonato in epoca longobarda, il teatro parzialmente interrato fu utilizzato come fondazione per abitazioni.

### Il recupero
La “riscoperta” del teatro inizia a fine Ottocento (1890) a opera dell’architetto Almerico Meomartini che effettua a proprie spese i primi lavori di scavo riuscendo a realizzare una pianta piuttosto precisa dei resti nascosti dalle abitazioni. I lavori di scavo, iniziati nel 1923, si protraggono durante gli anni Venti e Trenta del Novecento, per interrompersi a seguito del terremoto del 1930; ripresi nel 1934 con l'esproprio dei fabbricati  si bloccano di nuovo durante la Seconda Guerra Mondiale, quando numerosi bombardamenti devastano gran parte del centro storico della città, senza compromettere il monumento. La ricostruzione post bellica per la salvaguardia dei beni culturali della città rende l’area del teatro un vero e proprio deposito di statue, elementi lapidei ed epigrafi provenienti dagli edifici danneggiati. Negli anni '50, dopo significativi restauri, in particolar modo sulla cavea, il teatro viene restituito alla città e alla sua originaria funzione. Affidato alla Soprintendenza archeologica viene riaperto alla pubblica fruizione il 26 giugno del 1957, con la messa in scena dello spettacolo “Le donne al parlamento” di Aristofane. Per il Teatro di Benevento si apre una nuova stagione: ospita manifestazioni e spettacoli di spessore, straordinarie stagioni liriche, nel 1990 la puntata finale di Miss Italia, nel 2001 il Festivalbar 2001.
Dal dicembre 2014 il Ministero per i beni e le attività culturali ne cura la gestione tramite il Polo museale della Campania, nel dicembre 2019 divenuto Direzione regionale Musei. Dall'ottobre 2018 è stato nominato direttore dell'Area Archeologica del Teatro Romano il dott. Ferdinando Creta. Nel 2019 il Teatro, oltre ad ospitare alcune serate di Benevento Città spettacolo, ha rilanciato la stagione lirica e promosso aperture serali con la rassegna Benevento Città Teatro, finanziate dalla Regione Campania. Nel 2021 è stato nominato direttore l'arch. Giacomo Franzese.

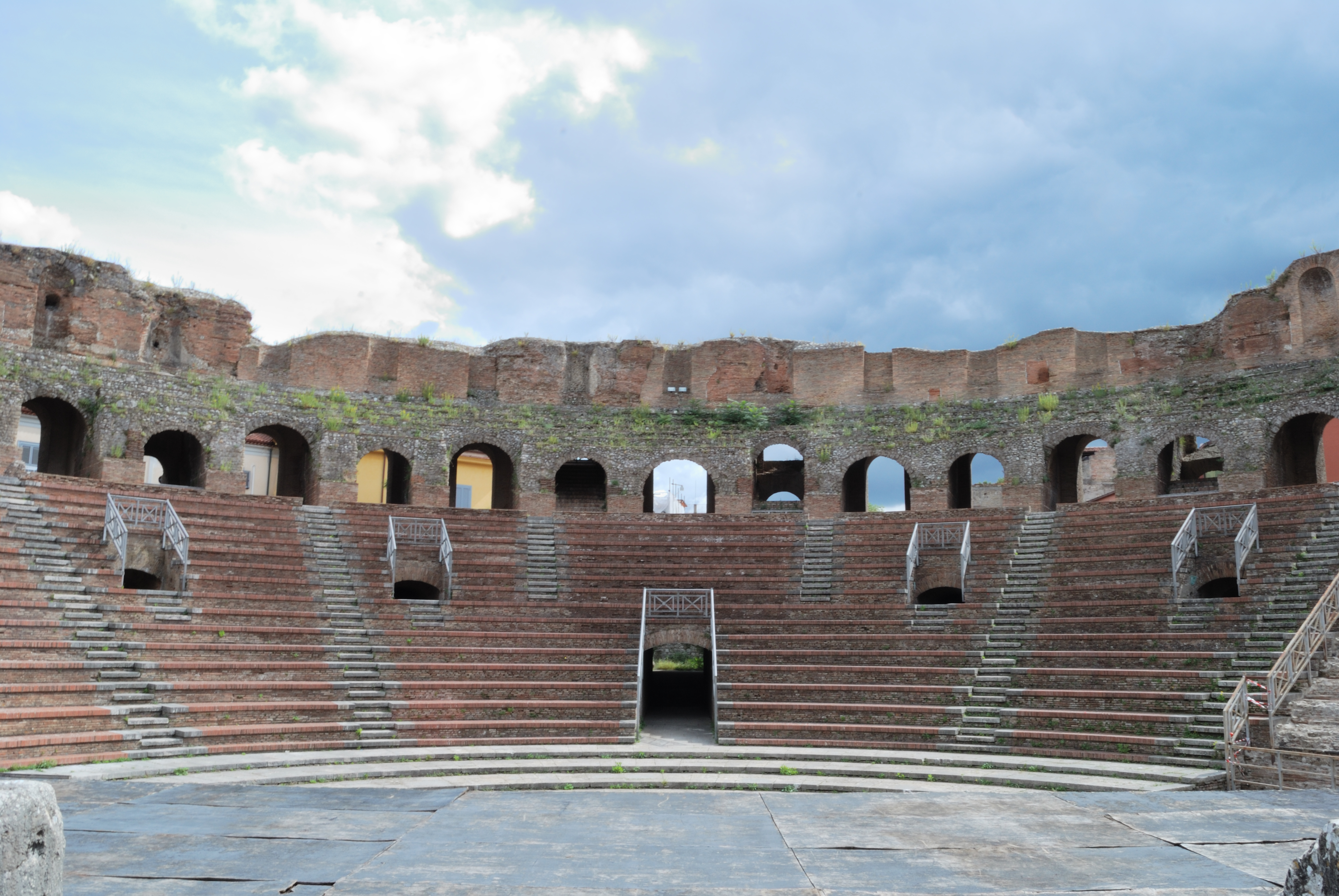
Le gradinate viste dal palcoscenico
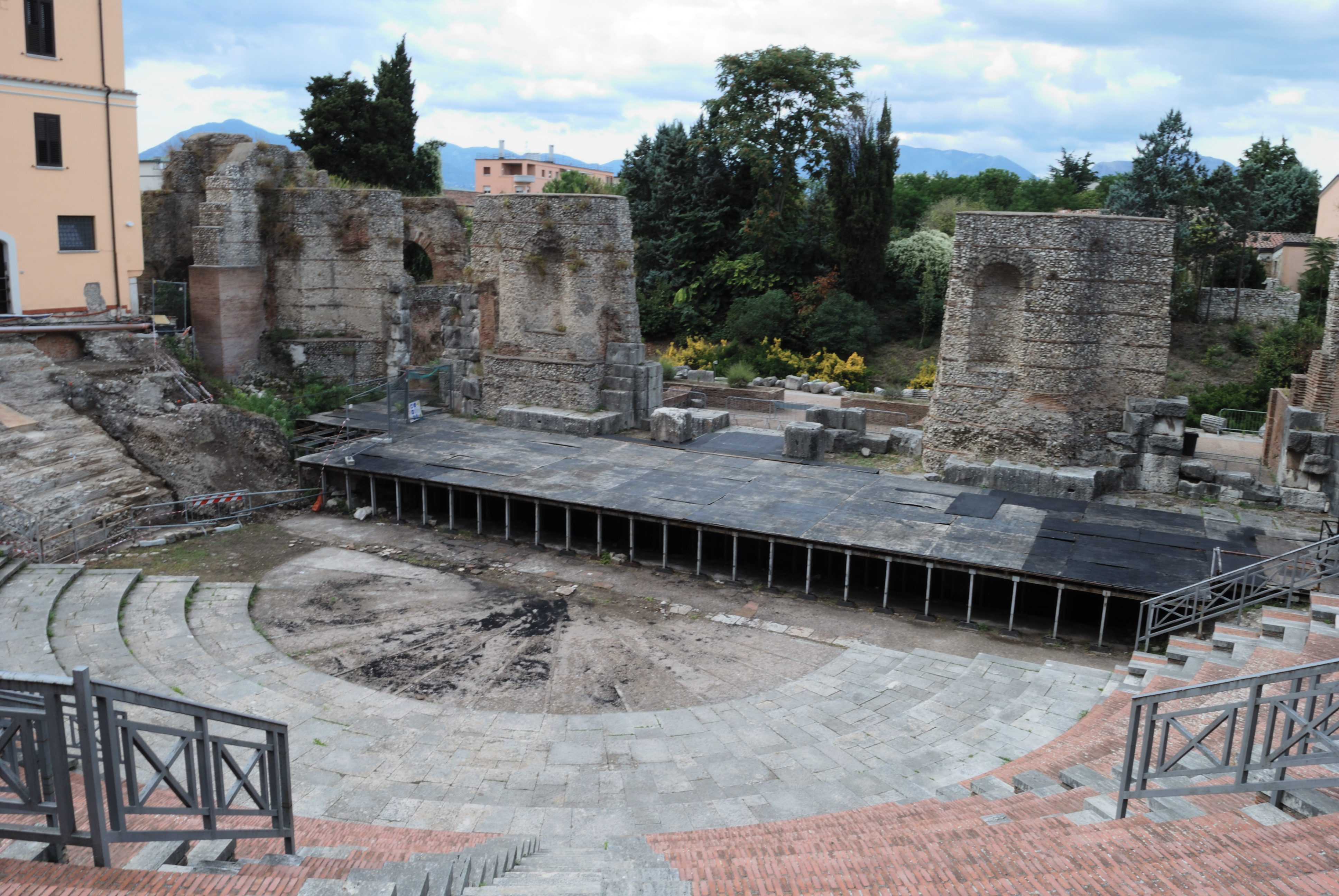
Teatro Romano Palcoscenico